# Équipe de Suisse de rink hockey
L'Équipe de Suisse de rink hockey, créée en 1924 à l'occasion de la Coupe des Nations, est l'équipe de Suisse qui représente la Suisse au rink hockey. Elle est constituée par une sélection de joueurs suisses dirigée sous l'égide de la FSRH. C'est la 7e sélection mondiale et 5e européenne selon la CERH

## Histoire
Le rink hockey a été introduit en Suisse au début du XXe siècle par des touristes anglais fortunés passant des vacances à Montreux. Après avoir arpenté les bords du lac Léman, ils se sont mis à jouer au rink-hockey pour se divertir. Le premier club suisse de rink-hockey fut fondé à Montreux en 1911. Sous le nom du Hockey Club Montreux, ce club organise fréquemment depuis 1921, la Coupe des Nations qui est la plus ancienne compétition de rink-hockey au monde. C'est lors de cette compétition, en 1924, que l'équipe de Suisse de rink hockey joua son premier match.
La Suisse atteignit son meilleur niveau en 2006-2007, terminant 2e mondial à domicile lors de la Coupe du Monde 2007 et d'Europe lors de la Coupe d'Europe 2006.

## Joueur de l'équipe de Suisse

### Équipe actuelle
Effectif pour le championnat du monde 2015
| Nom               | Poste           | Club          |
| ----------------- | --------------- | ------------- |
| Jean-Pierre Vizio | Gardien         | Montreux HC   |
| Guillaume Oberson | Gardien         | Montreux HC   |
| Jonas Jimenez     | Joueur de champ | Montreux HC   |
| Robin Schaffer    | Joueur de champ | RSC Uttigen   |
| Gaël Jimenez      | Joueur de champ | Montreux HC   |
| Marzio Vanina     | Joueur de champ | RSC Uttigen   |
| Joshua Imhof      | Joueur de champ | RHC Uri       |
| Patrick Greimel   | Joueur de champ | RHC Uri       |
| Andreas Münger    | Joueur de champ | Montreux HC   |
| Pascal Kissling   | Joueur de champ | RHC Diessbach |

Entraîneur :  Mateo de Ramon

### Anciens joueurs
Marcel Monney, né en 1926, mort en 2002, joueur du HC Montreux depuis 1941, puis président de 1981 à 1991, a joué 170 fois en équipe de Suisse de 1946 à 1964.

## Palmarès

### Championnat du monde A
| Édition                           | Tour                   | Rang                       | J             | V             | N             | D             | BP            | BC            |
| --------------------------------- | ---------------------- | -------------------------- | ------------- | ------------- | ------------- | ------------- | ------------- | ------------- |
| Championnats du monde et d'Europe |                        |                            |               |               |               |               |               |               |
| 1936                              | -                      | 4e place                   | 6             | 3             | 1             | 2             | 15            | 14            |
| 1939                              | -                      | 7e place                   | 6             | 0             | 2             | 4             | 12            | 26            |
| 1947                              | -                      | 7e place                   | 6             | 0             | 0             | 6             | 10            | 29            |
| 1948                              | -                      | 6e place                   | 8             | 3             | 0             | 5             | 33            | 29            |
| 1949                              | -                      | 7e place                   | 7             | 2             | 1             | 4             | 22            | 29            |
| 1950                              | -                      | Médaille de bronze, Europe | 9             | 6             | 1             | 2             | 33            | 21            |
| 1951                              | -                      | 8e place                   | 10            | 4             | 0             | 6             | 30            | 40            |
| 1952                              | -                      | 8e place                   | 9             | 2             | 1             | 6             | 20            | 26            |
| 1953                              | Tour final             | 4e place                   | 8             | 3             | 1             | 4             | 19            | 19            |
| 1954                              | -                      | 7e place                   | 14            | 7             | 2             | 5             | 59            | 31            |
| 1955                              | Tour final             | 4e place                   | 9             | 5             | 0             | 4             | 28            | 20            |
| 1956                              | -                      | 6e place                   | 10            | 5             | 1             | 4             | 25            | 26            |
| Championnats du monde             |                        |                            |               |               |               |               |               |               |
| 1958                              | -                      | 8e place                   | 9             | 2             | 1             | 6             | 16            | 30            |
| 1960                              | Non qualifiée          | Non qualifiée              | Non qualifiée | Non qualifiée | Non qualifiée | Non qualifiée | Non qualifiée | Non qualifiée |
| 1962                              | -                      | 4e place                   | 9             | 4             | 2             | 3             | 30            | 34            |
| 1964                              | -                      | 6e place                   | 9             | 4             | 0             | 5             | 34            | 25            |
| 1966                              | -                      | 5e place                   | 9             | 4             | 1             | 4             | 27            | 28            |
| 1968                              | -                      | 8e place                   | 9             | 3             | 0             | 6             | 15            | 42            |
| 1970                              | Non qualifiée          | Non qualifiée              | Non qualifiée | Non qualifiée | Non qualifiée | Non qualifiée | Non qualifiée | Non qualifiée |
| 1972                              | Non qualifiée          | Non qualifiée              | Non qualifiée | Non qualifiée | Non qualifiée | Non qualifiée | Non qualifiée | Non qualifiée |
| 1974                              | -                      | 10e place                  | 11            | 2             | 2             | 7             | 24            | 60            |
| 1976                              | Non qualifiée          | Non qualifiée              | Non qualifiée | Non qualifiée | Non qualifiée | Non qualifiée | Non qualifiée | Non qualifiée |
| 1978                              | Non qualifiée          | Non qualifiée              | Non qualifiée | Non qualifiée | Non qualifiée | Non qualifiée | Non qualifiée | Non qualifiée |
| 1980                              | Tour de classement     | 9e place                   | 10            | 7             | 1             | 2             | 103           | 18            |
| 1982                              | Tour final             | 8e place                   | 16            | 7             | 1             | 8             | 68            | 50            |
| 1984                              | -                      | 10e place                  | 9             | 1             | 2             | 6             | 21            | 57            |
| 1986                              | Non qualifiée          | Non qualifiée              | Non qualifiée | Non qualifiée | Non qualifiée | Non qualifiée | Non qualifiée | Non qualifiée |
| 1988                              | Non qualifiée          | Non qualifiée              | Non qualifiée | Non qualifiée | Non qualifiée | Non qualifiée | Non qualifiée | Non qualifiée |
| 1989                              | Tour de classement     | 11e place                  | 8             | 3             | 1             | 4             | 22            | 43            |
| 1991                              | Tour de classement     | 9e place                   | 8             | 4             | 0             | 4             | 19            | 25            |
| 1993                              | Match pour la 5e place | 6e place                   | 8             | 3             | 0             | 5             | 19            | 39            |
| 1995                              | Match pour la 5e place | 6e place                   | 8             | 5             | 0             | 3             | 26            | 21            |
| 1997                              | Match pour la 5e place | 6e place                   | 8             | 3             | 1             | 4             | 25            | 24            |
| 1999                              | Match pour la 7e place | 7e place                   | 8             | 4             | 0             | 4             | 18            | 19            |
| 2001                              | Match pour la 9e place | 9e place                   | 5             | 3             | 0             | 2             | 38            | 14            |
| 2003                              | Match pour la 7e place | 7e place                   | 6             | 3             | 0             | 3             | 17            | 20            |
| 2005                              | Match pour la 5e place | 5e place                   | 6             | 4             | 0             | 2             | 24            | 10            |
| 2007                              | Finale                 | Médaille d'argent, monde   | 6             | 4             | 0             | 2             | 15            | 18            |
| 2009                              | Match pour la 7e place | 8e place                   | 6             | 2             | 0             | 4             | 13            | 15            |
| 2011                              | Match pour la 9e place | 9e place                   | 6             | 4             | 0             | 2             | 20            | 12            |
| 2013                              | Match pour la 9e place | 10e place                  | 6             | 3             | 0             | 3             | 26            | 23            |
| 2015                              | Match pour la 9e place | 10e place                  | 6             | 3             | -             | 3             | 23            | 22            |
| Roller Games                      |                        |                            |               |               |               |               |               |               |
| 2017                              | Non qualifiée          | Non qualifiée              | Non qualifiée | Non qualifiée | Non qualifiée | Non qualifiée | Non qualifiée | Non qualifiée |
| 2019                              |                        | e                          |               |               |               |               |               |               |
| 2021                              |                        | e                          |               |               |               |               |               |               |
| Total                             | 35/43                  | 2 médailles                | 290           | 122           | 22            | 144           | 949           | 960           |

### Championnat du monde B
| Édition | Tour             | Rang                     | J                | V                | N                | D                | BP               | BC               |
| ------- | ---------------- | ------------------------ | ---------------- | ---------------- | ---------------- | ---------------- | ---------------- | ---------------- |
| 1984    | Dans le groupe A | Dans le groupe A         | Dans le groupe A | Dans le groupe A | Dans le groupe A | Dans le groupe A | Dans le groupe A | Dans le groupe A |
| 1986    | Non participante | Non participante         | Non participante | Non participante | Non participante | Non participante | Non participante | Non participante |
| 1988    | Tour final       | Médaille d'argent, monde | 10               | 9                | 1                | 0                | 125              | 18               |
| 1990    | Finale           | Médaille d'argent, monde | 10               | 8                | 0                | 2                | 59               | 31               |
| 1992    | Non participante | Non participante         | Non participante | Non participante | Non participante | Non participante | Non participante | Non participante |
| 1994    | Non participante | Non participante         | Non participante | Non participante | Non participante | Non participante | Non participante | Non participante |
| 1996    | Non participante | Non participante         | Non participante | Non participante | Non participante | Non participante | Non participante | Non participante |
| 1998    | Non participante | Non participante         | Non participante | Non participante | Non participante | Non participante | Non participante | Non participante |
| 2000    | Non participante | Non participante         | Non participante | Non participante | Non participante | Non participante | Non participante | Non participante |
| 2002    | Non participante | Non participante         | Non participante | Non participante | Non participante | Non participante | Non participante | Non participante |
| 2004    | Non participante | Non participante         | Non participante | Non participante | Non participante | Non participante | Non participante | Non participante |
| 2006    | Non participante | Non participante         | Non participante | Non participante | Non participante | Non participante | Non participante | Non participante |
| 2008    | Non participante | Non participante         | Non participante | Non participante | Non participante | Non participante | Non participante | Non participante |
| 2010    | Non participante | Non participante         | Non participante | Non participante | Non participante | Non participante | Non participante | Non participante |
| 2012    | Non participante | Non participante         | Non participante | Non participante | Non participante | Non participante | Non participante | Non participante |
| 2014    | Non participante | Non participante         | Non participante | Non participante | Non participante | Non participante | Non participante | Non participante |
| Total   | 2/16             | 2 médailles              | 20               | 17               | 1                | 2                | 184              | 49               |

### Championnat d'Europe
| Édition | Tour                   | Rang                       | J   | V   | N  | D   | BP    | BC    |
| ------- | ---------------------- | -------------------------- | --- | --- | -- | --- | ----- | ----- |
| 1926    | -                      | 4e place                   | 5   | 2   | 1  | 2   | 12    | 13    |
| 1927    | -                      | Médaille de bronze, Europe | 5   | 3   | 1  | 1   | 19    | 12    |
| 1928    | -                      | 4e place                   | 5   | 1   | 2  | 2   | 7     | 16    |
| 1929    | -                      | 5e place                   | 5   | 1   | 2  | 2   | 17    | 17    |
| 1930    | -                      | 4e place                   | 5   | 1   | 1  | 3   | 7     | 12    |
| 1931    | -                      | Médaille de bronze, Europe | 6   | 3   | 2  | 1   | 18    | 16    |
| 1932    | -                      | 5e place                   | 5   | 1   | 0  | 4   | 8     | 15    |
| 1934    | -                      | Médaille de bronze, Europe | 5   | 3   | 0  | 2   | 11    | 13    |
| 1936    | -                      | 4e place                   | 6   | 3   | 1  | 2   | 15    | 14    |
| 1937    | -                      | Médaille d'argent, Europe  | 6   | 3   | 2  | 1   | 15    | 19    |
| 1938    | -                      | 6e place                   | 6   | 1   | 1  | 4   | 10    | 20    |
| 1939    | -                      | 7e place                   | 6   | 0   | 2  | 4   | 12    | 26    |
| 1947    | -                      | 7e place                   | 6   | 0   | 0  | 6   | 10    | 29    |
| 1948    | -                      | 6e place                   | 8   | 3   | 0  | 5   | 33    | 29    |
| 1949    | -                      | 7e place                   | 7   | 2   | 1  | 4   | 22    | 29    |
| 1950    | -                      | Médaille de bronze, Europe | 9   | 6   | 1  | 2   | 33    | 21    |
| 1951    | -                      | 8e place                   | 10  | 4   | 0  | 6   | 30    | 40    |
| 1952    | -                      | 8e place                   | 9   | 2   | 1  | 6   | 20    | 26    |
| 1953    | Tour final             | 4e place                   | 8   | 3   | 1  | 4   | 19    | 19    |
| 1954    | -                      | 7e place                   | 14  | 7   | 2  | 5   | 59    | 31    |
| 1955    | Tour final             | 4e place                   | 9   | 5   | 0  | 4   | 28    | 20    |
| 1956    | -                      | 6e place                   | 10  | 5   | 1  | 4   | 25    | 26    |
| 1957    | -                      | 6e place                   | 5   | 0   | 0  | 5   | 9     | 26    |
| 1959    | Match pour la 7e place | 7e place                   | 5   | 2   | 1  | 2   | 16    | 25    |
| 1961    | -                      | 6e place                   | 9   | 5   | 0  | 4   | 35    | 28    |
| 1963    | -                      | 4e place                   | 8   | 3   | 3  | 2   | 21    | 19    |
| 1965    | -                      | 5e place                   | 8   | 5   | 0  | 3   | 28    | 22    |
| 1967    | -                      | 5e place                   | 8   | 2   | 3  | 3   | 16    | 25    |
| 1969    | -                      | 5e place                   | 8   | 4   | 0  | 4   | 21    | 21    |
| 1971    | -                      | 8e place                   | 8   | 1   | 0  | 7   | 20    | 68    |
| 1973    | -                      | 6e place                   | 8   | 3   | 0  | 5   | 25    | 51    |
| 1975    | -                      | 7e place                   | 7   | 2   | 0  | 5   | 21    | 49    |
| 1977    | -                      | 7e place                   | 8   | 3   | 0  | 5   | 23    | 31    |
| 1979    | -                      | 5e place                   | 8   | 3   | 1  | 4   | 23    | 21    |
| 1981    | -                      | 9e place                   | 8   | 0   | 0  | 8   | 12    | 34    |
| 1983    | -                      | 6e place                   | 7   | 2   | 1  | 4   | 14    | 39    |
| 1985    | -                      | 9e place                   | 8   | 1   | 0  | 7   | 19    | 62    |
| 1987    | -                      | 6e place                   | 8   | 2   | 1  | 5   | 21    | 33    |
| 1990    | -                      | 5e place                   | 8   | 3   | 1  | 4   | 35    | 41    |
| 1992    | -                      | 6e place                   | 9   | 3   | 2  | 4   | 41    | 30    |
| 1994    | Match pour la 3e place | 4e place                   | 8   | 4   | 0  | 4   | 54    | 21    |
| 1996    | -                      | 4e place                   | 8   | 5   | 0  | 3   | 28    | 25    |
| 1998    | Match pour la 3e place | 4e place                   | 6   | 3   | 0  | 3   | 47    | 30    |
| 2000    | Match pour la 5e place | 5e place                   | 5   | 3   | 0  | 2   | 20    | 11    |
| 2002    | Tour de classement     | 5e place                   | 7   | 5   | 0  | 2   | 36    | 14    |
| 2004    | Match pour la 3e place | 4e place                   | 6   | 2   | 1  | 3   | 15    | 20    |
| 2006    | Finale                 | Médaille d'argent, Europe  | 5   | 3   | 0  | 2   | 10    | 16    |
| 2008    | Match pour la 5e place | 5e place                   | 6   | 3   | 1  | 2   | 15    | 16    |
| 2010    | Match pour la 5e place | 6e place                   | 6   | 3   | 0  | 3   | 19    | 16    |
| 2012    | -                      | 5e place                   | 6   | 2   | 0  | 4   | 19    | 16    |
| 2014    | -                      | 6e place                   | 5   | 0   | 0  | 5   | 7     | 33    |
| 2016    | Match pour la 3e place | 4e place                   | 6   | 2   | 0  | 4   | 12    | 33    |
| 2018    |                        | e                          |     |     |    |     |       |       |
| Total   | 52/52                  | 6 médailles                | 367 | 138 | 37 | 192 | 1 112 | 1 347 |